# 516
516（五百十六、ごひゃくじゅうろく）は自然数、また整数において、515の次で517の前の数である。

## 性質
- 516は合成数であり、約数は 1, 2, 3, 4, 6, 12, 43, 86, 129, 172, 258, 516 である。
  - 約数の和は1232。
    - 124番目の過剰数である。1つ前は510、次は520。
- 135番目のハーシャッド数である。1つ前は513、次は518。
  - 12を基とする12番目のハーシャッド数である。1つ前は480、次は552。
  - n を基とする n 番目のハーシャッド数である。1つ前は4070、次は2353。（オンライン整数列大辞典の数列 A82260）
- 各位の和が12になる45番目の数である。1つ前は507、次は525。
- 516 = 22 + 162 + 162 = 42 + 42 + 222 = 42 + 102 + 202 = 82 + 142 + 162
  - 3つの平方数の和4通りで表せる54番目の数である。1つ前は514、次は518。(オンライン整数列大辞典の数列 A025324)
  - 516 = 42 + 102 + 202 = 82 + 142 + 162
    - 異なる3つの平方数の和2通りで表せる101番目の数である。1つ前は513、次は522。(オンライン整数列大辞典の数列 A025340)
- n = 516 のとき n と n + 1 を並べた数を作ると素数になる。n と n + 1 を並べた数が素数になる65番目の数である。1つ前は506、次は522。(オンライン整数列大辞典の数列 A030457)
- 516 = 22 × 3 × 43
  - 3つの異なる素因数の積で p2 × q × r の形で表せる34番目の数である。1つ前は495、次は522。(オンライン整数列大辞典の数列 A085987)

## その他 516 に関連すること
- 西暦516年
- 紀元前516年
- 516部隊
- 5・16軍事クーデター
- 日本航空516便衝突炎上事故